# 普兰女蒿
普兰女蒿（学名：Hippolytia senecioinis）是菊科女蒿属的植物。分布于印度以及中国大陆的西藏等地，生长于海拔3,700米的地区，一般生于荒漠化草原，目前尚未由人工引种栽培。